# 화양중학교 화양남분교
화양중학교 화양남분교(華陽中學校 華陽南分校)는 대한민국 전라남도 여수시 화양면 장수리에 있는 공립 중학교이다.

## 학교 연혁
- 1981년 1월 30일 : 화양남중학교 설립 인가
- 1982년 3월 6일 : 화양남중학교 개교 (6학급 입학생 107명, 화정중에서 2,3학년 203명 전입)
- 2000년 3월 1일 : 화양중학교화양남분교장으로 개편
- 2023년 9월 1일 : 제20대 김태문 교장 부임
- 2025년 1월 10일 : 제43회 5명 졸업(총 1,549명 졸업)
- 2025년 3월 4일 : 신입생 1명 입학

## 참고 자료
- 화양중학교 화양남분교 - 한국교육학술정보원 학교알리미